# Capital Mundial do Livro

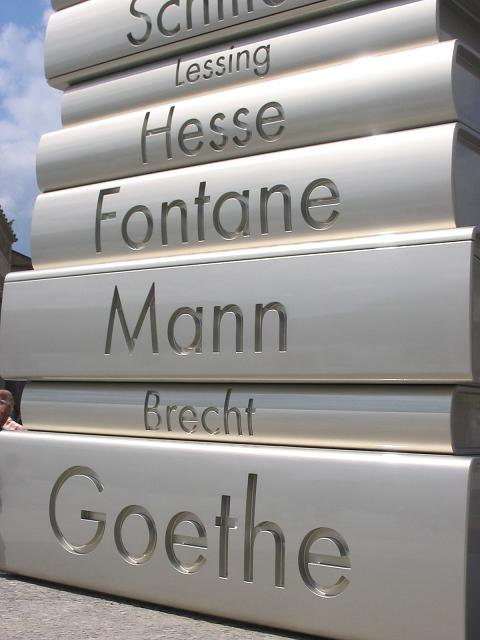

A Capital Mundial do Livro (WBC, na sigla em inglês) é uma iniciativa da UNESCO que reconhece cidades pelo compromisso com a promoção dos livros e o incentivo à leitura durante um ano, a partir de 23 de abril, data em que se celebra o Dia Mundial do Livro e do Direito de Autor . As cidades designadas como Capital Mundial do Livro da UNESCO realizam atividades com o objetivo de estimular a cultura da leitura em todas as idades e compartilhar os valores da organização. A nomeação não inclui prêmio financeiro.
A UNESCO instituiu o programa por meio da Resolução 31C/29, adotada em 2001, e nomeou Madri como a primeira Capital Mundial do Livro. O comitê consultivo do programa é composto por representantes da UNESCO, da Associação Internacional de Editores (IPA), da Federação Internacional de Associações e Instituições Bibliotecárias (IFLA), do Fórum Internacional de Autores (IAF) e da Federação Internacional de Livreiros (IBF).

## História
Seis anos após a criação do Dia Mundial do Livro e do Direito de Autor (23 de abril), e seguindo a iniciativa de Madri em 2001 de realizar celebrações anuais em torno da data, a UNESCO lançou oficialmente o programa Capital Mundial do Livro. A organização convidou entidades profissionais da cadeia produtiva do livro, IPA, IFLA e IBF, para desenvolver um programa voltado à promoção da leitura durante o intervalo entre duas edições do Dia Mundial do Livro.
Por proposta da Espanha, apoiada por diversos países, a Conferência Geral da UNESCO decidiu, em 2 de novembro de 2001, conceder apoio moral e intelectual à concepção e implementação da iniciativa, incentivando o trabalho conjunto das organizações internacionais do setor.
Madri (Espanha) foi a primeira cidade a receber o título de Capital Mundial do Livro da UNESCO, antes mesmo da adoção formal da Resolução 31C/29. Um acordo entre os parceiros definiu que as cidades seguintes seriam Alexandria (2002) e Nova Délhi (2003).

## Atividades
As cidades designadas como Capital Mundial do Livro realizam diversas atividades com o objetivo de promover a cultura da leitura e os valores da UNESCO em diferentes faixas etárias e grupos populacionais. O programa reconhece o comprometimento das cidades na promoção dos livros e da leitura ao longo de um período de 12 meses, e busca sensibilizar o público sobre questões relacionadas à alfabetização e ao acesso à leitura. A iniciativa também fortalece as indústrias locais e nacionais do livro, envolvendo instituições culturais e outros parceiros em projetos diversos. O título contribui para dar visibilidade, nacional e internacional, ao patrimônio literário da cidade e do país.

## Nomeação

##### Processo de seleção
Anualmente, a UNESCO publica um edital aberto para candidaturas em seu site oficial. O edital para o ano de 2024 foi divulgado em fevereiro de 2022. A nomeação não oferece prêmios financeiros, mas reconhece os melhores programas dedicados aos livros e à leitura.
A responsabilidade pela designação das cidades é do Diretor-Geral da UNESCO, após consultas internas e externas com os demais membros do Comitê Consultivo.
O Comitê Consultivo é formado por um representante de cada uma das seguintes entidades: Fórum Internacional de Autores (IAF), Federação Internacional de Associações e Instituições Bibliotecárias (IFLA), Associação Internacional de Editores (IPA), além de um representante da UNESCO. O comitê se reúne uma vez por ano.
Para garantir uma representação geográfica equilibrada, o comitê evita nomeações consecutivas de cidades da mesma região. Também só considera a candidatura de uma cidade situada em um país que já tenha sediado uma edição anterior se houver um intervalo mínimo de dez anos desde a última nomeação.

### Critérios de nomeação
O comitê responsável pela nomeação aceita programas apresentados ou endossados pelo prefeito da cidade candidata que promovam e incentivem a leitura. As atividades devem ocorrer entre uma edição do Dia Mundial do Livro e do Direito de Autor (23 de abril) e a seguinte. As propostas submetidas pelas cidades são avaliadas com base nos seguintes seis critérios:
1. Apresentação de um programa de atividades especificamente concebido para o título de Capital Mundial do Livro, a ser implementado durante o ano de mandato da cidade, com benefícios duradouros para os parceiros e a sociedade em geral;
2. Esboço geral dos gastos previstos e estratégias de captação de recursos;
3. Grau de envolvimento municipal, regional, nacional e internacional, incluindo organizações profissionais e não governamentais, além do impacto esperado das atividades propostas;
4. Quantidade e qualidade das atividades pontuais ou contínuas organizadas pela cidade candidata, em colaboração com organizações profissionais nacionais, regionais e internacionais representando escritores, editores, livreiros e bibliotecários, respeitando os diversos atores da cadeia do livro, bem como das comunidades científica e literária;
5. Quantidade e qualidade de quaisquer outros projetos relevantes voltados à promoção dos livros e da leitura;
6. Conformidade com os princípios de liberdade de expressão, liberdade de publicação e direito à informação, conforme estabelecido na Constituição da UNESCO, nos Artigos 19 e 27 da Declaração Universal dos Direitos Humanos, no Acordo de Florença sobre a Importação de Materiais Educacionais, Científicos e Culturais, bem como na Carta das Nações Unidas e nas resoluções relevantes da ONU.

### Compromissos das cidades nomeadas
Ao apresentar sua candidatura, a cidade candidata se compromete a:
- Associar a UNESCO e as organizações profissionais representadas no Comitê Consultivo à sua campanha de comunicação e informação, exibindo os respectivos logotipos em todas as publicações e no site dedicado ao programa;
- Fornecer à UNESCO (que compartilhará com os membros do Comitê Consultivo):
  1. Um relatório intermediário sobre as atividades realizadas entre 23 de abril e 23 de outubro;
  2. Um relatório final sobre todas as atividades realizadas entre 23 de abril de um ano e 22 de abril do ano seguinte;
- Convidar sistematicamente a UNESCO e as organizações representadas no Comitê Consultivo para todos os eventos principais relacionados ao título;
- Produzir e disseminar materiais de comunicação sobre a programação das atividades aos membros do Comitê.

A UNESCO e o Comitê Consultivo oferecem suporte à cidade escolhida durante os dois anos que antecedem seu mandato, auxiliando no planejamento e implementação do programa. A cidade deve colaborar com possíveis auditorias de avaliação solicitadas pela UNESCO. Caso o desempenho não esteja em conformidade com as expectativas do Comitê, o título pode ser retirado a qualquer momento, mediante aviso prévio de um mês.

## Cidades eleitas
As cidades a seguir foram eleitas Capital Mundial do Livro:
| Ano  | Cidade         | País                   |
| ---- | -------------- | ---------------------- |
| 2001 | Madrid         | Espanha                |
| 2002 | Alexandria     | Egito                  |
| 2003 | Nova Deli      | Índia                  |
| 2004 | Antuérpia      | Bélgica                |
| 2005 | Montreal       | Canadá                 |
| 2006 | Turim          | Itália                 |
| 2007 | Bogotá         | Colômbia               |
| 2008 | Amesterdão     | Países Baixos          |
| 2009 | Beirute        | Líbano                 |
| 2010 | Liubliana      | Eslovênia              |
| 2011 | Buenos Aires   | Argentina              |
| 2012 | Erevan         | Armênia                |
| 2013 | Banguecoque    | Tailândia              |
| 2014 | Port Harcourt  | Nigéria                |
| 2015 | Incheon        | Coreia do Sul          |
| 2016 | Breslávia      | Polónia                |
| 2017 | Conacri        | Guiné                  |
| 2018 | Atenas         | Grécia                 |
| 2019 | Xarja          | Emirados Árabes Unidos |
| 2020 | Kuala Lumpur   | Malásia                |
| 2021 | Tbilisi        | Geórgia                |
| 2022 | Guadalajara    | México                 |
| 2023 | Acra           | Gana                   |
| 2024 | Estrasburgo    | França                 |
| 2025 | Rio de Janeiro | Brasil                 |

### Madrid (2001)

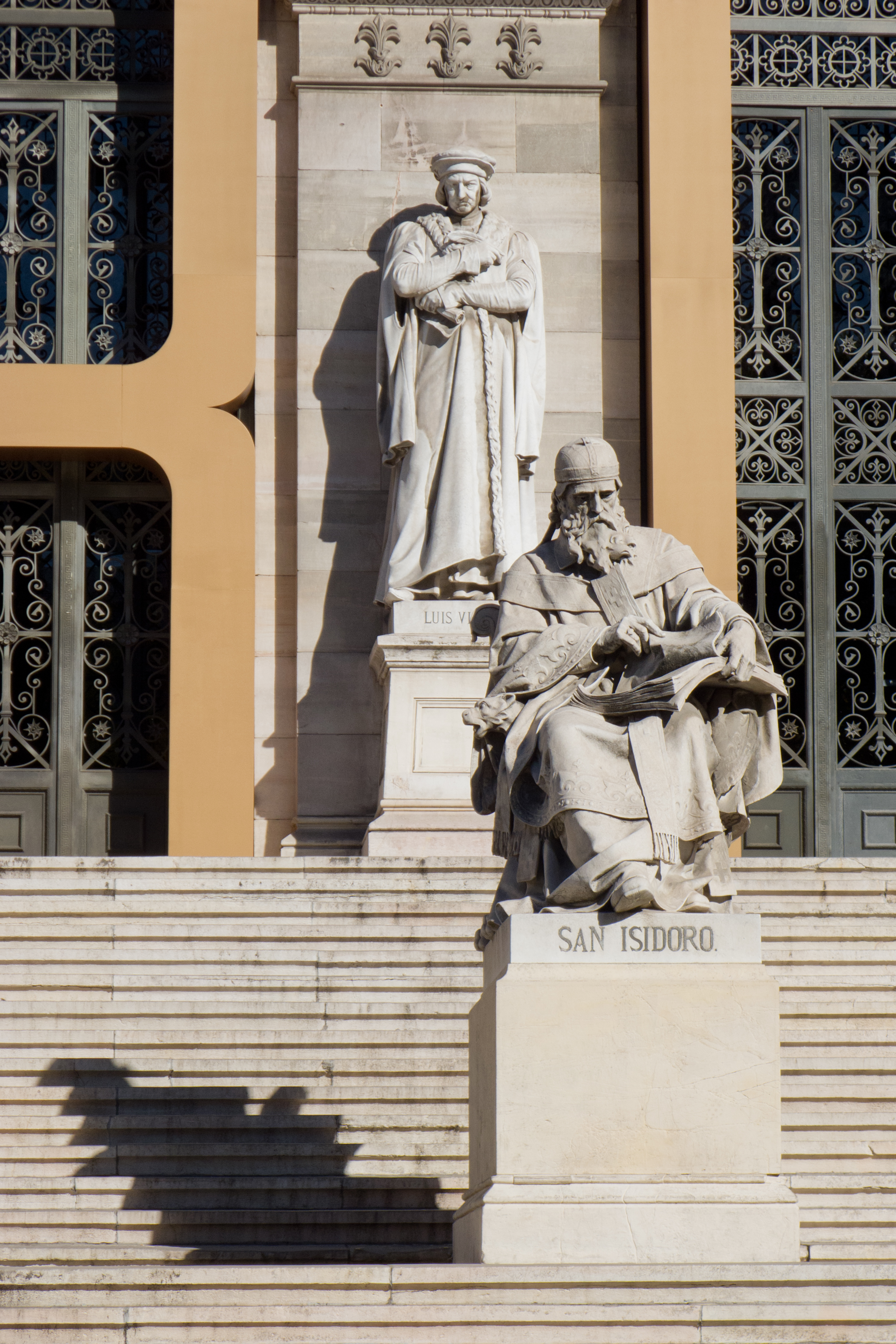
Biblioteca Nacional da España

Madri foi a primeira cidade a receber o título de Capital Mundial do Livro. A capital espanhola foi responsável por propor a criação do título e organizar os primeiros eventos vinculados à iniciativa. Diversas atividades voltadas à popularização dos livros e da leitura foram promovidas por empresas e organizações que apoiaram o evento. A Feira do Livro LIBER, tradicional na Espanha, adotou o tema da Capital Mundial do Livro naquele ano. Um dos destaques simbólicos foi a cobertura da Puerta de Alcalá com livros ao longo do ano.

### Alexandria (2002)

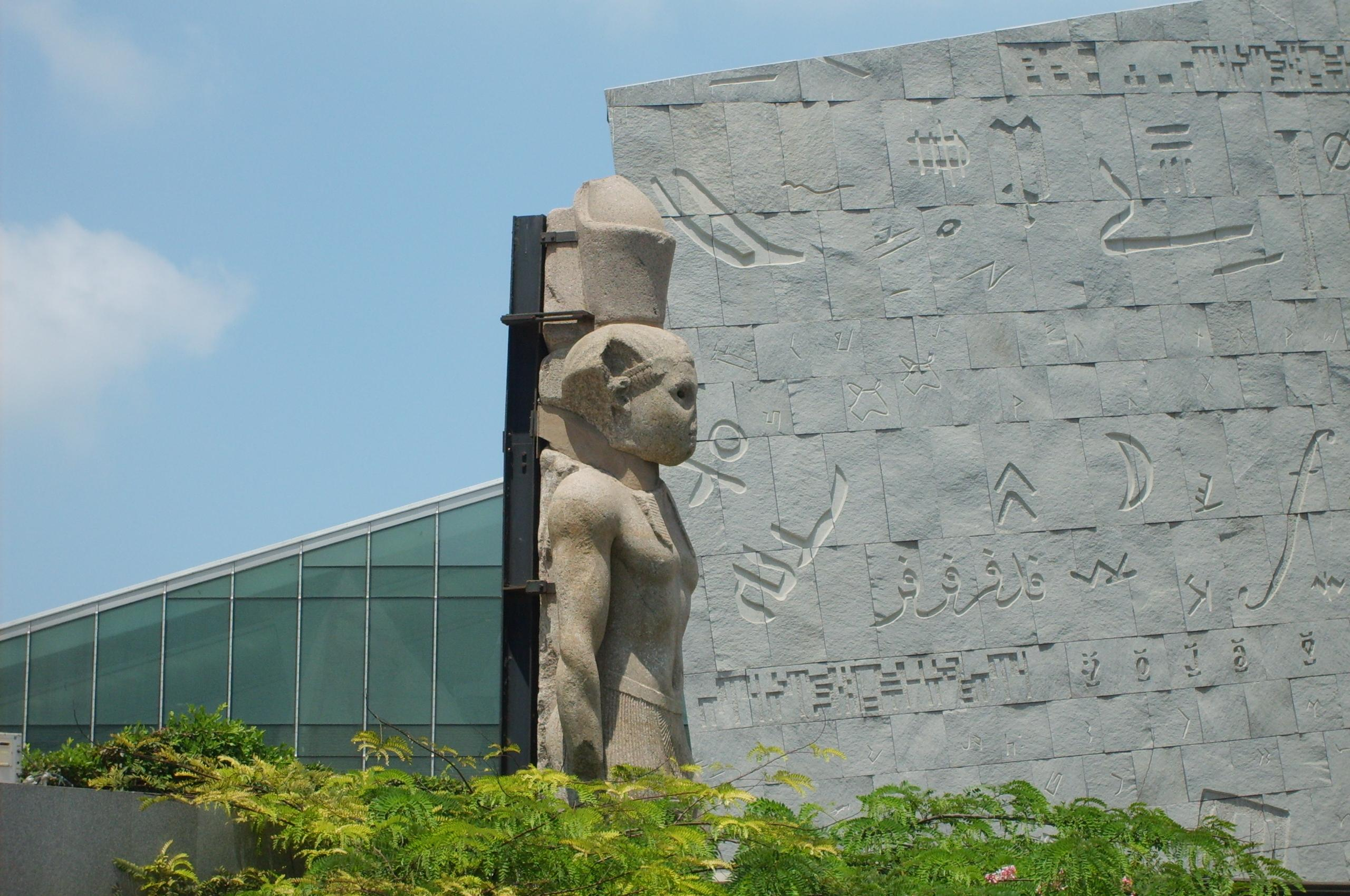
Bibliotheca Alexandrina

A cidade egípcia de Alexandria foi escolhida como Capital Mundial do Livro em 2002, ano em que foi reinaugurada a Bibliotheca Alexandrina, uma homenagem à antiga Grande Biblioteca de Alexandria, considerada uma das maiores e mais importantes bibliotecas do mundo antigo. Construída no século III a.C., a biblioteca original foi um dos primeiros centros mundiais de conhecimento, artes e ciências, além de pioneira na criação de um sistema bibliográfico. Apesar de destruída diversas vezes ao longo da história, o governo do Egito construiu uma nova biblioteca no local. O projeto da nova Biblioteca de Alexandria foi um dos principais fatores que justificaram a escolha da cidade, por seu papel em fomentar o interesse pela leitura. 

### Nova Délhi (2003)
Nova Deli, capital da Índia, abriga o maior número de editoras do país. Em 2003, lançou um programa para incentivar a publicação de livros e promover a leitura, envolvendo associações profissionais, representantes políticos e sociais, além de órgãos governamentais. Entre as atividades realizadas ao longo do ano, destacam-se a instalação de quiosques de livros, bibliotecas e um pavilhão permanente do livro no complexo Pragati Maidan. Houve atenção especial à formação de hábitos literários entre crianças. Outros eventos relevantes incluíram a Feira do Livro de Deli (realizada em agosto de 2003), a Convenção Nacional “Tornando a Índia uma Sociedade Leitora” e exposições de livros infantis em escolas de destaque da cidade.

### Antuérpia (2004)
A cidade belga de Antuérpia foi escolhida como Capital Mundial do Livro em 2004, tendo como tema o projeto ABC 2004, que evoluiu para XYZ 2005 na segunda fase do programa. Um dos destaques foi a realização de quatro exposições dedicadas ao patrimônio escrito da cidade.
Com um orçamento de 1,7 milhão de euros, foram realizados diversos projetos literários ao longo do ano, incluindo festivais da palavra, performances teatrais de rua, leituras públicas, homenagens a autores, concursos de redação por celular, publicações em parceria com artistas, exposições e distribuição gratuita de cadernos em branco para incentivar a escrita. Poemas foram impressos em embalagens de pão e distribuídos ao público. No hall principal do centro internacional de arte e cultura DeSingel, foi instalado um cubo metálico contendo uma biblioteca pública.

### Montreal (2005)
Com o lema "O poder agregador dos livros", Montreal foi nomeada Capital Mundial do Livro em 2005. Os principais objetivos do programa eram ampliar os hábitos de leitura, especialmente entre os jovens, incentivar a escrita criativa, fortalecer a indústria editorial e consolidar a posição da cidade como centro cultural de destaque internacional.
As atividades foram organizadas em torno de temas como livros e leitura, criatividade, educação e aprendizado, memória e patrimônio, cultura, celebração e festivais. Autores canadenses como Marie Laberge, Réjean Ducharme, Yann Martel, Mordecai Richler e Michel Tremblay tiveram suas obras destacadas durante o ano.

### Turim (2006)
A cidade italiana de Turim foi designada Capital Mundial do Livro em 2006, em parceria com Roma, para um período especial entre 22 de abril de 2006 e 22 de abril de 2007. O lema do programa foi "Il Linguaggio dei Segni" (A linguagem dos sinais) e teve como subtítulo: "Cidades para folhear". A programação foi organizada pela Fondazione per il Libro, la Musica e la Cultura de Turim, com participação ativa da prefeitura de Roma ao longo de todo o ano.
As atividades tiveram início com a noite "Bookstock", um evento literário, poético e musical no centro da cidade, que contou com cerca de 4 mil participantes e diversas personalidades da literatura, música e cinema. Ao longo do ano, o tema da linguagem dos sinais foi explorado em mais de 800 projetos em rede, realizados tanto em Turim quanto em outras cidades da região do Piemonte. Os eventos incluíram leituras de livros, festivais literários, prêmios, oficinas escolares de escrita, apresentações teatrais e óperas. Alguns dos subtemas trabalhados foram: Il Punto Interrogativo (O Ponto de Interrogação), La Virgola (A Vírgula), I Due Punti (Os Dois Pontos), Il Punto Esclamativo (O Ponto de Exclamação), I Pontini di Sospensione (As Reticências), Il Parentesi (Os Parênteses), Il Punto (O Ponto Final), Le Virgolette (As Aspas), Il Punto e Virgola (O Ponto e Vírgula) e Il @ (O @).
Roma, por sua vez, promoveu intercâmbios culturais com bibliotecas de Bagdá, Buenos Aires, Bogotá, Guatemala e Ruanda. A Casa delle Letterature, em colaboração com a editora italiana Gorée di Siena, incentivou a tradução de um livro produzido por crianças da ilha tailandesa de Koh Phi Phi, atingida por um tsunami. A obra foi distribuída em toda a Itália como parte da campanha de reconstrução de uma escola destruída pelo desastre natural.

### Bogotá (2007)
A cidade de Bogotá, capital da Colômbia, foi nomeada Capital Mundial do Livro em 2007 com o lema "Vamos colocar Bogotá para ler". As prioridades da programação foram o desenvolvimento de uma cultura de leitura voltada para a inclusão social, com foco especial no incentivo à leitura entre crianças, jovens e adultos com acesso limitado a livros.
Desde 1988, Bogotá sedia anualmente, no mês de abril, a Feira Internacional do Livro de Bogotá, considerada a maior da América Latina no setor editorial e de cultura leitora. Durante o ano do título, diversas iniciativas foram promovidas, como a criação do Conselho Distrital de Fomento à Leitura (Consejo Distrital de Fomento de la Lectura), responsável por definir políticas de leitura e escrita na cidade. Outras ações incluíram a modernização do sistema público de bibliotecas, parcerias com organizações públicas e privadas e o lançamento de programas de popularização da literatura, como o projeto Libro al Viento (Livro ao Vento).

### Amsterdã (2008)
Em 2008, a cidade de Amsterdã, nos Países Baixos, foi designada Capital Mundial do Livro com o tema "Livro Aberto, Mente Aberta". A programação girou em torno de três personalidades centrais: Baruch Spinoza, Anne Frank e Annie M.G. Schmidt. Paralelamente, as ações refletiram os três objetivos estratégicos do Conselho Municipal: Crianças em Primeiro Lugar, Todos Somos Amsterdã e Cidade de Destaque.
Um dos marcos do ano foi a criação da "Noite do Livro" (20 de março), com apresentações literárias em bibliotecas, livrarias, feiras e cafés da região do Spui. Autores e poetas recitaram suas obras em espaços públicos, com ênfase no público infantil e juvenil. Outro destaque foi o projeto "Poesia no Parque", realizado em dez distritos da cidade, com uma exposição interativa de “poesia em postes” no Vondelpark. Também foi promovido o Concurso Nacional de Declamação, com a final ocorrendo durante a semana de encerramento da Capital Mundial do Livro.
Ao todo, foram realizadas 298 atividades, envolvendo cerca de 490 mil participantes. O orçamento foi estimado em mais de 2,7 milhões de euros, com 60% dos recursos oriundos de instituições governamentais e os outros 40% provenientes de fundos, patrocinadores e bilheteria.

### Beirute (2009)
A cidade de Beirute, capital do Líbano, foi a Capital Mundial do Livro em 2009. O evento adotou dois lemas: "Os livros são nossos melhores amigos. Este ano, Beirute é sua capital." e "Beirute lê. Beirute escreve. Beirute publica. A tríplice identidade de Beirute."
Durante o ano, foi realizada uma ampla programação voltada à literatura, que incluiu cafés literários, feiras temáticas, simpósios internacionais, oficinas de escrita e fóruns dedicados aos escritores libaneses. As atividades foram organizadas em torno de quatro eixos: os livros como vetores de cultura, os ofícios do livro, a promoção da leitura e da escrita e o incentivo à leitura entre os jovens.
Outros destaques foram exposições em homenagem a autores libaneses e árabes, festivais de poesia, quadrinhos e narração oral, feiras profissionais do livro, conferências sobre direitos autorais, tradução, o futuro do livro e encontros com livreiros da região do Mediterrâneo. Também foram realizados concursos literários e entregas de prêmios.

### Liubliana (2010)
A capital da Eslovênia, Liubliana, foi nomeada Capital Mundial do Livro em 2010 com o tema "No Reino do Livro". O programa teve como foco o estímulo à leitura, o aumento da acessibilidade aos livros para toda a população e a valorização de diferentes gêneros literários.
Mais de 300 atividades foram organizadas durante o ano, incluindo:
- Feira do Livro de Liubliana;
- Liubliana Lê: Crescendo com Livros, projeto voltado a crianças de três anos, alunos do ensino fundamental e estudantes do ensino médio, que receberam como presente livros ilustrados ou de ficção eslovena;
- Livros e Criatividade na Cultura, com eventos realizados por museus, galerias, teatros e artistas diversos;
- Livros e a Cidade, com eventos literários tradicionais e a instalação de cantos de leitura em espaços públicos. Também foram criados labirintos literários em parques e promovida a leitura em hospitais, casas de repouso e centros de acolhimento de refugiados;
- Cúpula Mundial do Livro 2011 – Livros como Promotores do Desenvolvimento Humano, realizada em março e abril de 2010. O encontro abordou temas como digitalização, tradução de línguas minoritárias e best-sellers internacionais. Na ocasião, foi aprovada a Resolução de Liubliana sobre os Livros, com diretrizes para políticas públicas de fomento à leitura;
- Pogledi, jornal quinzenal lançado pela editora do jornal Delo, voltado à crítica cultural e reflexão intelectual;
- Livros para Todos, projeto que imprimiu cerca de 8.000 exemplares de 21 títulos, vendidos por um valor simbólico de 3 euros cada.[34]

### Buenos Aires (2011)
A cidade de Buenos Aires, na Argentina, foi designada Capital Mundial do Livro em 2011. Para coordenar as atividades, foi criada a Unidad de Proyectos Buenos Aires Capital Mundial del Libro, dirigida por Luciana Blasco.
O programa foi estruturado em três pilares principais:
- Promoção dos livros;
- Promoção da leitura;
- Valorização do patrimônio literário.

Eventos anuais tradicionais, como a Noite das Livrarias, o Festival Internacional de Poesia e a Noite dos Museus, foram ampliados para celebrar o título. Ao todo, 85 atividades foram realizadas durante o ano, sendo 80% delas gratuitas. Os bairros periféricos também sediaram bibliotecas comunitárias e eventos literários voltados à população local.
Autores históricos como Jorge Luis Borges, Federico García Lorca e Ernesto Sabato foram homenageados. A Feira Internacional do Livro de Buenos Aires e o festival literário Filba ganharam novos eventos. A literatura internacional também esteve presente, com destaque para obras de autores franceses e quebequenses.
Foram utilizados espaços não convencionais para atrair novos públicos. A instalação Torre de Babel, da artista Marta Minujín, foi uma torre de 25 metros composta por 30 mil livros em diversos idiomas. Cerca de 115 mil livros foram distribuídos em ônibus, metrô, bondes e teatros. Um passeio literário de bicicleta incluiu leituras de poesia e temas shakespearianos. Um site funcionou como diário de eventos literários e uma newsletter eletrônica alcançou cerca de 20 mil assinantes.
O financiamento veio de diversas fontes: Ministério da Cultura, sociedade civil, setor privado, Fundo Metropolitano das Artes e o sistema de patrocínios culturais.

### Yerevan (2012)
A capital da Armênia, Yerevan, foi eleita Capital Mundial do Livro em 2012, coincidindo com o aniversário de 500 anos da "impressão armênia". O programa de 2012 destacou o papel de crianças e jovens na construção de sociedades baseadas no conhecimento. Entre os eventos voltados a esse objetivo estavam: “Dê-nos livros, asas para voar”, “Estou criando um livro”, “Devolvendo os livros às crianças” e “Livros coloridos”. Outro foco importante foi a exploração de novas tecnologias, ideias e inovações. 
Conferências, simpósios e exposições foram organizados para debater temas como direitos autorais, tradução, liberdade de expressão, questões humanitárias e sociais, genocídio e obras literárias de relevância internacional. Também foram apresentados livros sobre cinema, música, artes visuais e outras expressões culturais, em seminários, exposições e estreias de filmes.

### Bangcoc (2013)
A cidade de Banguecoque, na Tailândia, foi nomeada Capital Mundial do Livro em 2013, com o tema “Ler para a vida” (Read for Life).
O programa estabeleceu nove objetivos principais:
1. Transformar o antigo edifício da prefeitura em uma biblioteca pública;
2. Criar o Museu do Cartum Tailandês para inspirar pensamento criativo;
3. Cultivar uma cultura leitora;
4. Incentivar a leitura entre crianças e jovens;
5. Estimular o interesse pela literatura e pelo pensamento crítico;
6. Promover o uso de livros científicos e o pensamento científico;
7. Estimular a leitura como meio de formação ética e moral;
8. Trabalhar com o Grupo de Leitura de Bangcoc para criar campanhas;

Sediar o Congresso da Associação Internacional de Editores (IPA) em 2014, com o tema “Livros elevam a moralidade e ampliam a criatividade”. As atividades foram organizadas ao longo de todo o ano, com apoio de instituições públicas e privadas. Departamentos municipais de educação, saúde, meio ambiente, desenvolvimento social e outros participaram da execução das ações.
Todos os setores foram integrados sob o lema adicional: “Pensar, Fazer, Aprender, Corrigir e Assumir Responsabilidades Juntos”, estimulando o apoio mútuo entre diversas redes e organizações, como o TK Park, a Associação de Editores e Livreiros da Tailândia, a SCG, a Mirror Foundation, o Chula Book Center e a Thai Health Promotion Foundation, entre outras.